# 逆川 (岐阜県)

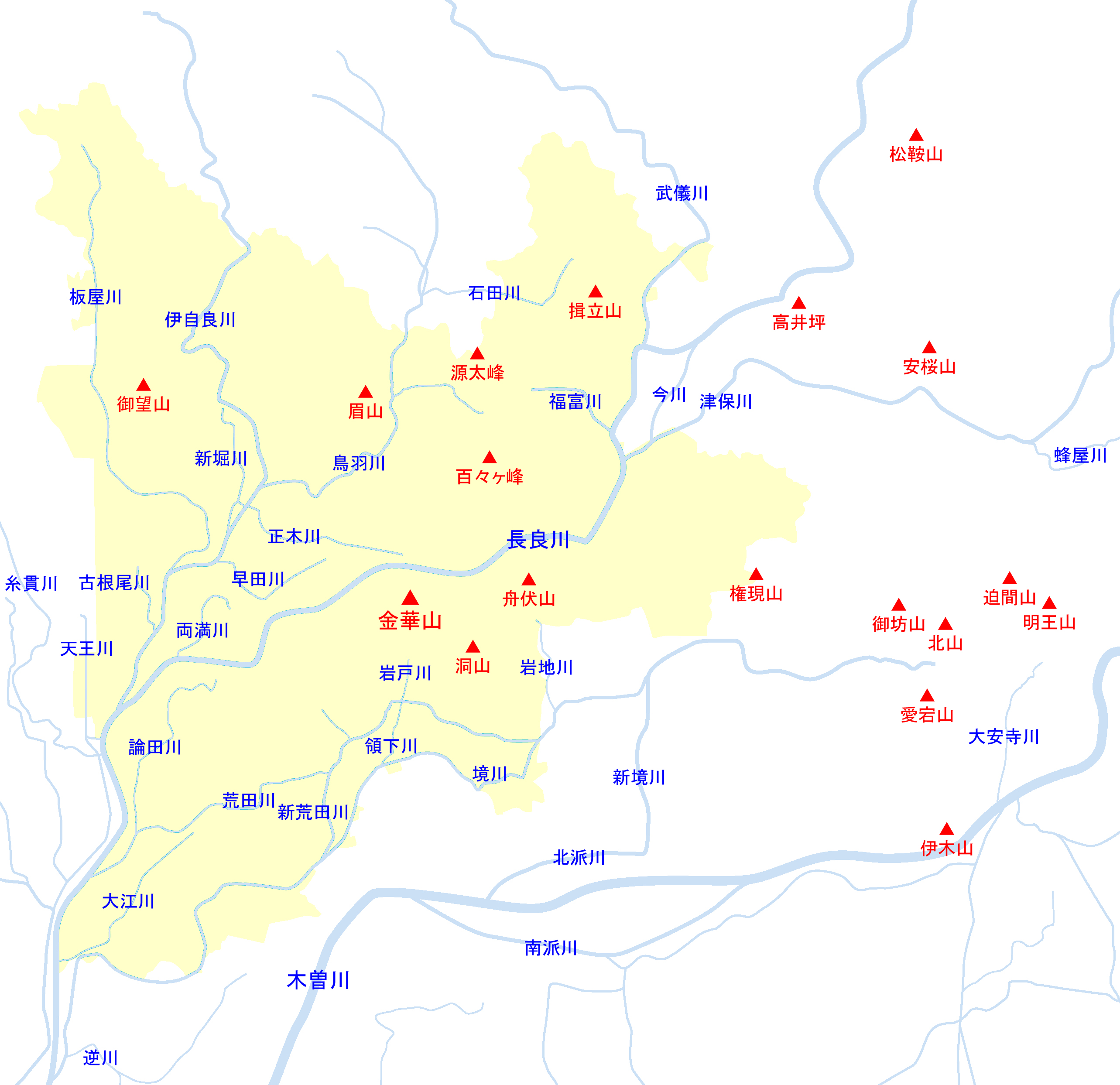
岐阜市周辺主要河川の位置関係図

逆川（ぎゃくがわ）は、羽島市内を流れて長良川に注ぐ木曽川水系の河川。
1586年に木曽川の流路を変えた大洪水の際に誕生したとされ、かつては羽島市下中町加賀野井（名神高速道路北川付近）で木曽川から分派し、羽島市を横切りながら北上して長良川に注いでいた。木曽川及び長良川は市内を北から南へ流れていたため、この名がある。（木曽川より長良川の方が低く、またこの地が北西に低い為）竹鼻城が存在していたころは逆川の水を堀へ引き込んでいた。
江戸時代となり輪中が発達すると桑原輪中と足近輪中及び正木輪中を分ける境界となる。また水運に用いられ舟が行き交っていた。1754年の宝暦治水の際に洗堰が作られて木曽川から切り離される。
現在は竹鼻町で羽島用水、小熊町で松枝排水路及び足近排水路と合流して逆川排水機場により長良川へ注いでいる。旧流路は現在駒塚の名神高速付近から現れる用水路で、羽島毛被付近で羽島用水と合流する
羽島市中部の農業排水や生活排水が流れ込んでいるため、生物化学的酸素要求量は高い。
羽島市立竹鼻中学校の敷地下に逆川の一部が暗渠化している。

## 史跡
- 川町湊跡 - 逆川舟運の川湊跡[1]。
- 石山観音 - 逆川堤防跡にあり石山寺から譲られた木彫りの石山観音があるほか、石仏三十三所観音がある[1]。